# Scacchi e tarocchi
Scacchi e tarocchi è il nono album in studio del cantautore italiano Francesco De Gregori, pubblicato nel 1985 dalla RCA Italiana.

## Le canzoni

### La storia
La canzone, celeberrima, già fatta incidere in precedenza a Gianni Morandi, introduce il tema della partecipazione collettiva al corso degli eventi, argomento molto caro al cantautore romano. Inoltre essa, laicamente, propone anche il tema della giustizia: il tribunale della storia è quello veramente equo e super partes, che distribuisce onestamente le colpe e le ragioni alle rispettive azioni umane. Ed è proprio per questo che tutti indistintamente sono chiamati a partecipare e a dare il loro contributo attivo ma soprattutto coloro che non appartengono ad un ceto elevato o non hanno un'adeguata preparazione culturale e che sarebbero tentati per paura di tirarsi indietro, perché la storia non è realizzata soltanto da gruppi elitari ma dalla totalità delle persone. Nella conclusione si deve osservare una reminiscenza di un famoso canto popolare antifascista (Bella ciao).

### Scacchi e tarocchi
La canzone parla della tragedia sociale del terrorismo degli anni settanta in Italia.

### I cowboys
Brano dedicato alla generazione rampante che negli anni ottanta in particolare si ispirava al modello performante degli yuppies statunitensi.

### Ciao ciao
Ciao ciao parla delle vicende legate alla morte di Luigi Tenco, suicida nel 1967 in seguito alle delusioni al Festival di Sanremo (nonostante ancora oggi alcuni non riconoscano la tesi del suicidio, confermata però dalla riesumazione del 15 febbraio 2006). Nel testo De Gregori cita la canzone Ciao amore ciao, presentata quell'anno al Festival da Tenco; si riferisce a Sanremo con i versi: «Guarda che belli i fiori in quella città» e alla morte di Tenco con «Andarsene è un peccato...».

### A Pà
Dedica a Pier Paolo Pasolini intrisa di brevi immagini di grande carica poetica. La terza strofa  («E voglio vivere come i gigli nei campi/ e come gli uccelli nel cielo campare...») cita una poesia di Pasolini contenuta in Teorema, che a sua volta cita il Vangelo secondo Matteo, trasposto in un film dallo stesso Pasolini.

### Sotto le stelle del Messico a trapanàr
Nell'introdurre Sotto le stelle del Messico a trapanàr, nell'album dal vivo Catcher in the Sky, De Gregori ironicamente dice che avrebbe voluto intitolare la canzone Infiniti tronchi, riferendosi ai verbi posti al termine di ogni verso, ma non lo fece per paura che qualche critico pensasse che la canzone avesse per oggetto foreste sterminate.

### Tutti salvi
Tutti salvi si inscrive nel filone dedicato al Titanic cantato nell'album omonimo del 1982. De Gregori immagina che dopo il naufragio siano rimasti a galla oggetti, voci e note musicali che si perpetuano per sempre.

## Canzoni dell'album incise da altri artisti
- Ciao ciao - Incisa da Stephan Eicher nell’album Non ci badar, guarda e passa del 1994
- La storia - Incisa da Vittorio Bonetti nell’album tributo Le Canzoni dell’Italia Unita del 2011, da Anna Oxa nell’album tributo Cantautori del 1993 e da Fiorella Mannoia nell’album dal vivo Concerti del 2004 e nell'album In tour del 2002 con lo stesso De Gregori, Pino Daniele e Ron.

## Tracce
Testi e musiche di Francesco De Gregori.
1. La storia – 2:29
2. Scacchi e tarocchi – 4:45
3. I cowboys – 3:02
4. Ciao ciao – 2:36
5. Poeti per l'estate – 3:18
6. A Pa’ – 4:05
7. Sotto le stelle del Messico a trapanar – 3:27
8. Piccoli dolori – 3:56
9. Tutti salvi – 2:39
10. Miracolo a Venezia – 3:21

## Formazione
- Francesco De Gregori – voce, armonica, pianoforte, chitarra acustica
- Vincenzo Mancuso – chitarra elettrica
- Pat Thrall – chitarra elettrica
- Guido Guglielminetti – basso
- Ivano Fossati – chitarra sintetica, tastiera, batteria elettronica, chitarra elettrica
- Mario Scotti – basso
- Danilo Madonia – sintetizzatore, cabasa
- Robbie Shakespeare – basso
- Stefano Senesi – pianoforte, sintetizzatore
- Massimo Buzzi – batteria
- Bernie Worrell – pianoforte, sintetizzatore
- Elio Rivagli – batteria
- Fred Zarr – pianoforte, sintetizzatore
- Sly Dunbar – batteria
- Felice Reggio – tromba
- Flavio Boltro – flicorno
- Gabriele Comeglio – sax
- Alfredo Ponissi – sax